# Ermanno Stroiffi

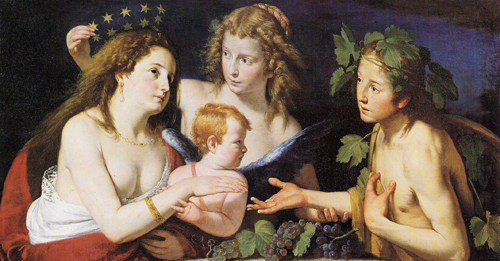
Bacco e Arianna

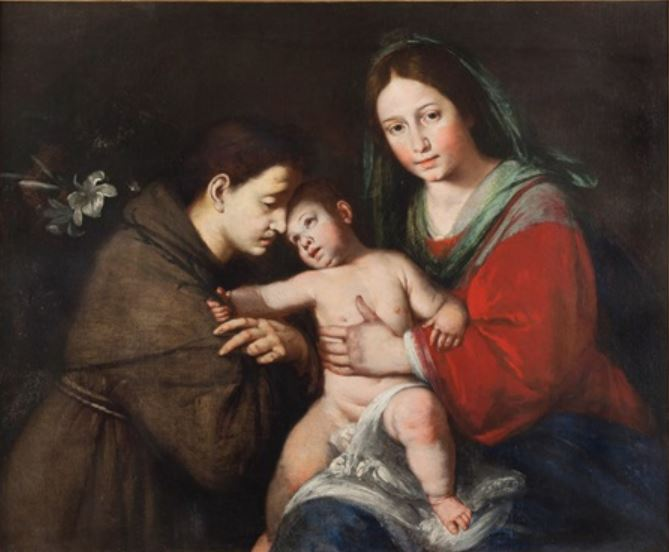
Madonna con Bambino e Sant'Antonio

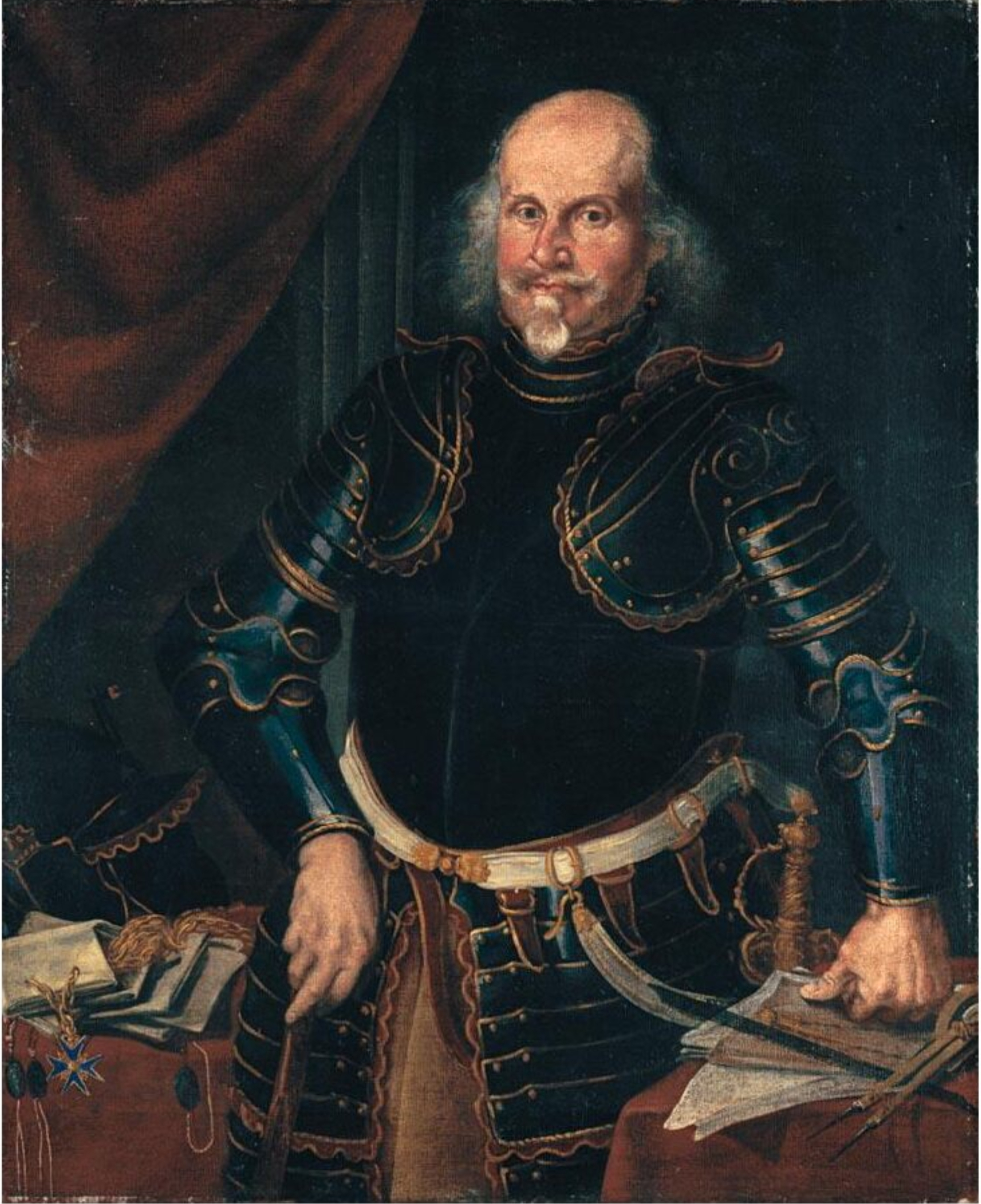
Ritratto di condottiero

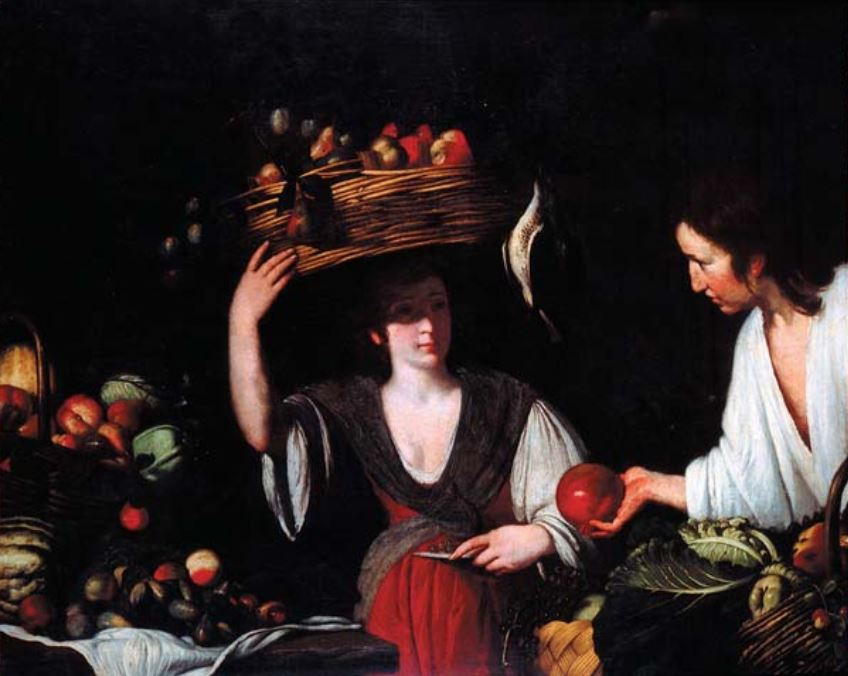
Venditore di frutta

Ermanno Stroiffi (Padova, 20 ottobre 1616 – Venezia, 4 luglio 1693) è stato un pittore e presbitero italiano di epoca barocca. Allievo del famoso pittore genovese Bernardo Strozzi, ha realizzato pale d'altare, ritratti e scene di genere. Stroiffi divenne sacerdote nel 1647 e in quel ruolo aiutò a presentare la Confederazione dell'oratorio di San Filippo Neri a Padova e Venezia.

## Biografia
Stroiffi nacque il 20 ottobre 1616 a Padova come figlio del pittore fiammingo Giovanni (Jan o Johan, il suo nome fiammingo originale e il suo cognome non sono noti) che lavorava a Padova. Suo padre morì prima del 1644, come dimostra la firma di Ermanno sulle volontà di Bernardo Strozzi in quell'anno. Sua madre Laura morì il 12 settembre 1652.
Non si sa molto sulla formazione dell'artista. È noto che divenne assistente nel laboratorio di Bernardo Strozzi. Strozzi fu il principale pittore di Venezia nella prima metà del XVII secolo e anche un monaco cappuccino. Stroiffi era l'assistente preferito di Strozzi e ha lavorato a molte delle grandi commissioni che ha ricevuto Strozzi. Stroiffi fu anche un beneficiario della volontà di Strozzi.
Tra il 1645 e il 1654, quando era ancora all'inizio della sua carriera, Stroiffi viaggiò in varie città del centro nord Italia. Una delle città era Mantova, la storica base di potere della famiglia Gonzaga, importante mecenate delle arti. Ha ricevuto commissioni dalla corte ducale. Altri pittori attivi alla corte di Mantova a quel tempo includevano Daniel van den Dyck, un artista fiammingo che si era trasferito a Mantova intorno al 1657 ed era diventato il pittore di corte. Nel 1650 Stroiffi partecipò al ciclo dell'oratorio di San Filippo Neri presso l'ospedale di San Lazzaro dei Mendicanti a Venezia.

## Lavori
Ermanno Stroiffi era un artista versatile e prolifico che lavorava su tela e affresco. Ha trattato una vasta gamma di argomenti tra cui temi religiosi, mitologici e allegorici, nonché scene di genere e ritratti. Alcune delle sue composizioni includono elementi di nature morte. Le composizioni religiose costituiscono la maggior parte delle sue opere. Il numero di opere attribuite all'artista è limitato in quanto buona parte della sua produzione è ancora sommersa dagli innumerevoli dipinti attribuiti a Strozzi e alla sua bottega.
Il suo stile era vicino a quello del suo maestro Strozzi. Si è gradualmente allontanato dall'esempio di Strozzi e ha creato potenti composizioni attraverso l'uso delle ombre.
Il rapporto tra le opere di Stroiffi e Strozzi può essere illustrato attraverso i primi lavori Venditore di frutta (Palazzo Ducale, Mantova). L'opera è stata recentemente attribuita a Stroiffi dopo essere stata attribuita a un pittore nella cerchia di Strozzi. L'opera è stata creata a Mantova durante gli anni dell'apprendistato di Stroiffi. Il dipinto deriva dall'originale di Strozzi (collezione Stanley Moss, Riverdale on Hudson, NY). Stroiffi ha rielaborato il modello del suo maestro in linea con le sue preferenze artistiche personali. Il velo del venditore di frutta appare ammorbidito e il profilo maschile riflette un modello di Stroiffi, che riappare in una serie di opere recentemente attribuite all'artista. Un'altra differenza tra le versioni di Stroiffi e Strozzi è che i tessuti nell'originale di Strozzi sono gonfi e croccanti mentre sono cadenti e piatti nel lavoro di Stroiffi. Stroiffi ha anche aggiunto più frutta e verdura, dimostrando il suo interesse per il genere delle nature morte.